# Air Kumpai
Air Kumpai is een bestuurslaag in het regentschap Natuna van de provincie Riau-archipel, Indonesië. Air Kumpai telt 435 inwoners (volkstelling 2010).